# Дакийски славини
Дакийски славини – славянски племена, заселили се през 5 – 6 век в земите на север от средното и долното течение на река Дунав - днешна Румъния и Източна Унгария. Съставят част от племената, влезли по-късно в основата на българската народност. Оказали са силно влияние върху езика на румъни и маджари, сред които се претопили.